# Pegomya spinaciae
Pegomya spinaciae är en tvåvingeart som först beskrevs av Holmgren 1880.  Pegomya spinaciae ingår i släktet Pegomya och familjen blomsterflugor.
Artens utbredningsområde är Sverige. Inga underarter finns listade i Catalogue of Life.